# Villers-sur-Meuse
Villers-sur-Meuse település Franciaországban, Meuse megyében. Lakosainak száma 284 fő (2022. január 1.). Villers-sur-Meuse Ambly-sur-Meuse, Génicourt-sur-Meuse, Les Monthairons, Récourt-le-Creux és Tilly-sur-Meuse községekkel határos.

## Népesség
A település népessége az elmúlt években az alábbi módon változott:
| Lakosok száma | 199  | 186  | 230  | 219  | 294  | 302  | 307  | 306  | 298  | 284  |
|               | 1968 | 1982 | 1990 | 2006 | 2013 | 2015 | 2017 | 2019 | 2020 | 2022 |